# 硒化亚锡
硒化亚锡，又称一硒化锡，是一种无机化合物，化学式为SnSe。它是窄带隙(IV-VI)半导体，人们对其在低成本光伏器件和存储器开关器件的应用有着相当大的兴趣。硒化亚锡是典型的层状金属硫属化物，即第16族阴离子（Se2-）和正电性元素阳离子（Sn2+）以层状结构排列。
硒化亚锡有着低导热性和合适的导电性，为用于热电材料提供了可能性。在2014年，西北大学的一个团队在热电材料效率方面创造了世界纪录。